# Wesmaelius lateralis
Wesmaelius lateralis is een insect uit de familie van de bruine gaasvliegen (Hemerobiidae), die tot de orde netvleugeligen (Neuroptera) behoort. 
Wesmaelius lateralis is voor het eerst wetenschappelijk beschreven door Navás in 1912.